# Конрад I Олесницкий
Конрад I Олесницкий (1292/1298 — 22 или 27 декабря 1366) — князь Жаганьский, Сцинавский и Великопольский (1309—1312), Олесницкий (1312—1313 и 1320/1321 — 1366), Намыслувский (1312—1323), Гнезненский (1312—1313) и Калишский (1312—1314), Козленский (1355—1366) и Бытомский (1357—1366).

## Биография
Представитель силезской линии польской династии Пястов. Второй сын Генриха III (1251/1260 — 1309), князя Глогувского (1273/1274 — 1309), и Матильды Брауншвейг-Люнебургской (1276—1318).
После смерти своего отца 9 декабря 1309 года Конрад вместе с четырьмя братьями (Генрихом Верным, Болеславом, Яном и Пшемыславом) оказался под опекой регентского совета, во главе которого находилась его мать, вдовствующая княгиня Матильда Брауншвейг-Люнебургская. Они стали совместно править во владениях их отца, за исключением Глогува, который получила в качестве вдовьего удела их мать.
В 1312 году произошел первый раздел владений Генриха III между его сыновьями. Конрад и Болеслав получили во владение восточную часть отцовских владений (города Олесница, Намыслув и Ключборк, Калишская и Гнезненская земли), а Генрих IV Верный, Ян и Пшемыслав стали править в западной части княжества (Познань, Сцинава и Жагань). Княгиня-вдова Матильда Брауншвейг-Люнебургская до своей смерти в 1318 году управляла свой вдовьим уделом — Глогувом. Уже в следующем, 1313 году, восточная часть княжества была разделена на две части: Конрад получил Калиш и Намыслув, а Болеслав — Олесницу и Гнезно. 
Положение сыновей Генриха III был неустойчивым. В 1313 году в результате восстания великопольской знати Конрад лишился Калиша. В том же году князья Легницкие захватили город Ураз. В 1314 году при поддержке местной знати князь краковский Владислав Локетек подчинил своей власти почти все великопольские земли. 
Такое разделение владений сохранялось до смерти Болеслава Олесницкого, который умер без наследника между маем 1320 и апрелем 1321 года.  Конрад присоединил Олесницкое княжество к своим владениям, что вызвало сопротивление сыновей князя Генриха V Брюхатого, которому до 1294 году принадлежали Олесница и Намыслув. Против глогувских князей была сформирована коалиция силезских князей (Бернард Свидницкий, Генрих Вроцлавский и Болеслав Легницкий), во главе которой стоял польский король Владислав Локетек. В 1321—1323 годах Владислав Локетек и Болеслав III Легницкий неоднократно разоряли Олесницкое княжество. 
В 1322 году Конраду Олесницкому удалось заключить сепаратный мир с Генрихом Вроцлавским ценой передачи ему города Смогожув. Договор был закреплен браком Конрада и Елизаветы, старшей дочери Генриха. 10 августа 1323 года в Кракове был заключен мир между Конрадом Олесницким, Владиславом Локетком и Болеславом Легницким. Конрад получил города Волув, Любёнж и Смогожув, но взамен вынужден был передать Болеславу Легницкому Намыслув, Бычину и Ключборк. В 1328 году князь Конрад Олесницкий принес ленную присягу на верность королю Чехии Яну Люксембургскому.
Летом 1343 года король Польши Казимир III Великий напал на земли князей Конрада Олесницкого, Яна Сцинавского и Генриха V Железного. Конрад нанес поражение польской армии под стенами Сцинавы и заключил мирный договор с королем Казимиром III Великим. В 1345 году Конрад Олесницкий и его племянник Генрих V Железный безуспешно пытались отбить у поляков Всховскую землю. В ответ польский король Казимир Великий организовал нападение на Олесницкое княжество.
В 1355 году умер князь Болеслав Бытомский, брат жены князя Конрада, владелец Козленского и Бытомского княжеств. Конрад Олесницкий немедленно присоединил к своим владениям Козле и намеревался также поступить с Бытомом, но столкнулся с сопротивлением князя Казимира I Цешинского, опекуна дочерей Болеслава Бытомского. Конфликт удалось разрешить соглашением 8 декабря 1357 года, по которому Бытомское княжество было разделено между олесницким и цешинским князьями. В следующем году Конрад купил Милич у вроцлавского епископа.
В 1361 году после смерти князя Яна Сцинавского Конрад I Олесницкий и его племянник Генрих V Жаганьский вступили в спор за его наследство. Конфликт был улажен в 1365 году при посредничестве Людвика Справедливого, князя Бжегского.
Конрад I скончался между 22 и 27 декабря 1366 года и был похоронен в часовне Святой Ядвиги в монастыре Тшебница.

## Семья
В 1322 году Конрад I Олесницкий женился на Елизавета (Эльжбете) (ок. 1311—1328), дочери князя Вроцлавского Генриха VI Доброго. Этот брак оказался бездетным.
Около 1330 года вторым браком Конрад женился на Евфимии (ок. 1312—1376/1378), дочери Владислава, князя Бытомского и Козленского. От этого брака двое детей:
- Ядвига (ок. 1338 — ок. 1351), жена с 1345 года князя Николая II Опавского (ок. 1288—1365)
- Конрад II (ок. 1340—1403), князь Олесницкий (1366—1403).